# Navelbråck
Navelbråck innebär att muskler och andra stödjevävnader runt naveln är så försvagade att bukinnehållet trycker ut den. Navelbråck och dess förutsättningar kan uppkomma medfött eller senare i livet.

## Orsaker
Det kan finnas ärftliga orsaker till navelbråck, men ålderssvaghet, rökning, övervikt, långvarig hosta, leversjukdomar, och graviditet kan också utlösa tillståndet.

## Symtom
Bråcket kan variera i storlek och därför i hur väl synligt det är. För somliga orsakar bråcket smärta när personen står upp, vilket i så fall försvinner när personen lägger sig ner. Navelbråck tenderar att tillta i storlek med tiden, och även om det kan variera hur utbuktande det är kommer bråcket inte att försvinna utan kirurgi.
Bråcket utgörs av bukhinna som bildar en säck som putar ut från naveln. Säcken är fylld med en bit tarm eller fettvävnad.

## Komplikationer
Navelbråck kan leda till att innehållet i bråcket kläms fast (så kallat akut inklämt bråck), vilket kan ge tarmvred. Detta kan föregås av att bråcket inte kan tryckas tillbaka i magen eller sjunker in när personen ligger ner.